# Campionat d'Espanya de trial 1971
La temporada de 1971 del Campionat d'Espanya de trial fou la 4a edició d'aquest campionat, organitzat per la Reial Federació Motociclista Espanyola. El calendari oficial constava de 7 proves puntuables, celebrades entre el 10 de gener i el 7 de novembre. 5 de les proves programades es disputaren als Països Catalans: Trial de Reis (10 de gener), Manresa (31 de gener), València (21 de febrer), Trial de Sant Llorenç (7 de març) i Trial de Primavera (21 de març).

## Classificació final
Font:
| Posició | Pilot            | Motocicleta | Punts |
| ------- | ---------------- | ----------- | ----- |
| 1       | Ignasi Bultó     | Bultaco     | 60    |
| 2       | Pere Pi          | Montesa     | 54    |
| 3       | Leopoldo Milà    | Montesa     | 44    |
| 4       | Joan Bordas      | Montesa     | 30    |
| 5       | Oriol Puig Bultó | Bultaco     | 30    |
| 6       | Pere Taulé       | Bultaco     | 24    |
| 7       | Jordi Permanyer  | Montesa     | 22    |
| 8       | Jordi Rabasa     | Montesa     | 21    |
| 9       | Randy Muñoz      | Bultaco     | 20    |
| 10      | Jaume Marquès    | Bultaco     | 18    |